# Emmanuel Naccache
Pour les articles homonymes, voir Naccache.
Emmanuel Naccache est un réalisateur français.

## Filmographie

### Réalisateur et scénariste
- 2006 : Le Syndrome de Jérusalem
- 2014 : Kidon

### Scénariste
- 2017 : Carbone d'Olivier Marchal
- 2019 : Spider in the Web d'Eran Riklis